# 312 Pierretta
312 Pierretta è un asteroide della fascia principale del diametro medio di circa 49,96 km. Scoperto nel 1891, presenta un'orbita caratterizzata da un semiasse maggiore pari a 2,7800989 UA e da un'eccentricità di 0,1614224, inclinata di 9,03557° rispetto all'eclittica.
L'origine del suo nome è sconosciuta.